# Akademik Obroetsjevgebergte
Het Akademik Obroetsjevgebergte (Russisch: Академика Обручева хребет; Akademika Obroetsjeva chrebet) is een bergmassief in het centrale deel van het Oost-Toeviense Hoogland in het westen van Toeva, dat onderdeel vormt van de Westelijke Sajan en is vernoemd naar de Russische geoloog en science-fictionschrijver Vladimir Obroetsjev. Het strekt zich uit over een lengte van ongeveer 250 kilometer tussen de rivieren Biej-Chem en Kaa-Chem en varieert in hoogte tussen de 2500 en 2700 meter (hoogste punt: 2895 meter). Het bestaat uit meerdere uit graniet, zandsteen en kristallijne schisten opgebouwde bergketens met afgevlakte ronde toppen en interne depressies. In het westen omvat het een aantal kleine alpiene en sterk verweerde en door nauwe riviervalleien van elkaar gescheiden bergruggen (Ottoeg-Tajga, Taskyl en Toemat-Tajga). De toppen van de centrale en oostelijke delen zijn vlak en vaak zelfs moerassig.
De hellingen zijn begroeid met taigabossen en aan de toppen komt bergtoendra voor. Op 706 meter hoogte, in de steppezone, bevindt zich het weerstation Sareg-Sep, waar metingen worden verricht naar de klimatologische omstandigheden in dit gebied. Door noordwestenwinden zijn de noordelijke hellingen (loefzijde) beduidend vochtiger dan de zuidelijke hellingen.